# Dove-1
Dove-1 war ein Erdbeobachtungssatellit des US-amerikanischen Unternehmens Cosmogia in Sunnyvale, Kalifornien.
Der Satellit wurde am 21. April 2013 UTC vom Mid-Atlantic Regional Spaceport  zusammen mit einer Cygnus-Attrappe und den Kleinsatelliten PhoneSat v1a, v1b und v2 mit einer Antares-Rakete ins All gebracht.

## Aufbau und Nutzlast
Bei Dove-1 handelte es sich um einen Cubesat der Größe 3U. Der Satellit besaß eine kleine Kamera und sollte demonstrieren, dass mit COTS-Komponenten kostengünstig Satelliten gebaut werden können.